# Can't Get There from Here
Can't Get There from Here è il nono album in studio del gruppo musicale statunitense Great White, pubblicato nel luglio del 1999 dalla Portrait Records.
Per diversi anni è stato l'ultimo album di inediti della band, fino all'uscita di Back to the Rhythm nel 2007.

## Tracce
1. Rollin' Stoned – 4:08 (Michael Lardie, Jack Russell, Jack Blades)
2. Ain't No Shame – 4:19 (Lardie, Russell, Don Dokken, Blades)
3. Silent Night – 4:49 (Russell, Lardie, Blades)
4. Saint Lorraine – 4:04 (Russell, Lardie, Blades)
5. In the Tradition – 2:59 (Gary Burr, Blades)
6. Freedom Song – 4:36 (Mark Kendall, Russell, Lardie)
7. Gone to the Dogs – 2:42 (Russell, Kendall, Lardie, Dokken)
8. Wooden Jesus – 4:23 (Lardie, Russell, Dokken)
9. Sister Mary – 4:54 (Lardie, Alan Niven)
10. Loveless Age  – 5:22 (Russell, Lardie, Blades)
11. Psychedelic Hurricane  – 4:15 (Russell, Todd Griffin, Tim Henley)
12. Hey Mister – 5:07 (Russell, Lardie)

Traccia bonus dell'edizione giapponese
1. The Good Die Young – 5:12 (Jeff Pilson, Dokken)

## Formazione
Great White
- Jack Russell – voce, percussioni
- Mark Kendall – chitarre, percussioni, cori
- Michael Lardie – chitarre, tastiere, percussioni, ingegneria del suono
- Sean McNabb – basso
- Audie Desbrow – batteria

Produzione
- Jack Blades – produzione, cori
- Don Dokken – produzione associata nella traccia Psychedelic Hurricane
- Rob Easterday, Ken Koroshetz – ingegneria del suono
- Noel Golden – missaggio
- David Donnelly – mastering
- Hooshik – direzione artistica
- Paul McPhee, Jim Warren – copertina
- Stephen Stickler – fotografie